# Semiramisia alata
Semiramisia alata är en ljungväxtart som beskrevs av J.L. Luteyn. Semiramisia alata ingår i släktet Semiramisia och familjen ljungväxter. Inga underarter finns listade i Catalogue of Life.